# Горе (Франция)
Горе́ (фр. Gauré, окс. Gaure) — коммуна во Франции, находится в регионе Юг — Пиренеи. Департамент — Верхняя Гаронна. Входит в состав кантона Верфей. Округ коммуны — Тулуза.
Код INSEE коммуны — 31215.

## География

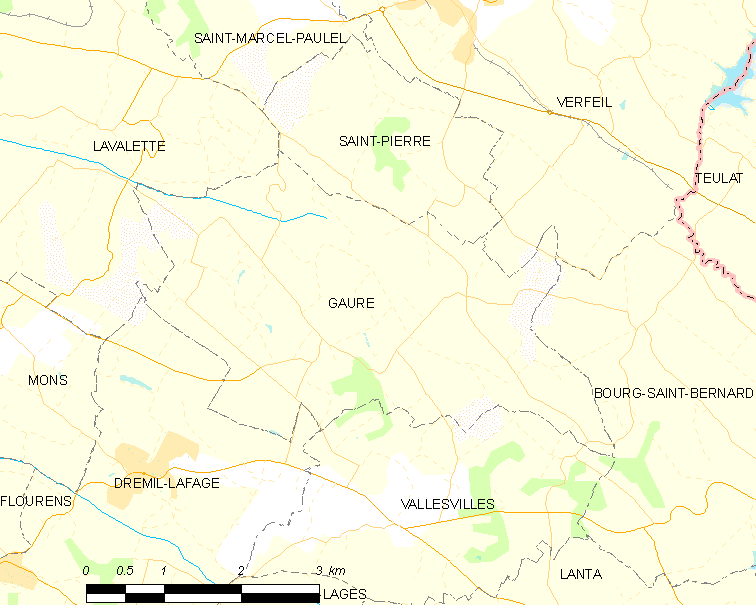
Карта коммуны

Коммуна расположена приблизительно в 590 км к югу от Парижа, в 16 км к востоку от Тулузы.

## Климат
Климат умеренно-океанический. Зима мягкая и снежная, весна характеризуется сильными дождями и грозами, лето сухое и жаркое, осень солнечная. Преобладают сильные юго-восточные и северо-западные ветры.

## Население
Население коммуны на 2010 год составляло 492 человека.
| 1962 | 1968 | 1975 | 1982 | 1990 | 1999 | 2010 |
| ---- | ---- | ---- | ---- | ---- | ---- | ---- |
| 305  | 252  | 270  | 319  | 355  | 494  | 492  |

## Администрация
| Период | Период | Фамилия          | Партия | Примечания |
| ------ | ------ | ---------------- | ------ | ---------- |
| 1983   | 2001   | Роже Аверсан     |        |            |
| 2001   | 2010   | Макс Бер         |        |            |
| 2010   | 2020   | Кристиан Галинье |        |            |

## Экономика
В 2010 году среди 309 человек трудоспособного возраста (15—64 лет) 242 были экономически активными, 67 — неактивными (показатель активности — 78,3 %, в 1999 году было 78,2 %). Из 242 активных жителей работали 241 человек (132 мужчины и 109 женщин), безработной была 1 женщина. Среди 67 неактивных 23 человека были учениками или студентами, 24 — пенсионерами, 20 были неактивными по другим причинам.

## Достопримечательности
- Церковь Св. Иулиана